# Еделево (Майнский район)
Еделево — упразднённое в 1973 году село в Майнском районе Ульяновской области РСФСР СССР. Ныне урочище Еделево, на территории Старомаклаушинского сельского поселения.

## География
Село находилось на реке Руссалимка (в прошлом — Ерусалимка), в 3,5 км к северо-западу от села Новые Маклауши. Находится на расстоянии примерно 46 км на северо-запад по прямой от районного центра посёлка Майна, до Ульяновска — 63 км.

## История
Основателем села был мордовский мурза А. П. Еделев, принятый «на государеву службу», которому пожаловали земли на берегу речки Ерусалимки в 1653 году. 
В 1729—1737 годах здесь построили деревянную церковь во имя апостолов Петра и Павла, поэтому село переименовали в Петропавловское. В 1888 году, вместо сгоревшего в том же году храма, был построен молитвенный деревянный дом с престолом во имя Святителя и Чудотворца Николая. В  1895 году, по проекту симбирского архитектора В. Л. Ивановский, на средства помещиков Карч-Карчевских и Берви, в селе был построен каменный храм, с престолом в нём во имя свв. Апостолов Петра и Павла — Церковь Петра и Павла . В 2012 году митрополит Симбирский и Новоспасский Прокл (Хазов) пытался организовать здесь мужскую монашескую обитель. Но его планам не удалось сбыться. Только иногда жители окрестных сёл и батюшки из других церквей приходят сюда отстоять службу.
В 1780 году село Еделевой, при речке Ерусалимке, помещиковых крестьян, из Симбирского уезда вошло в состав Тагайского уезда. В 1796 году — в Буинском уезде.
На 1859 год село Петропавловское (Едилево) при речке Ерусалимке, во 2-м стане по левую сторону на торговой дороге в с. Астрадамовку, имелась православная церковь.
Земская школа в селе Еделеве существует с 1862 года.
В 1913 году в русском селе Еделево было 127 дворов. Село входило в состав Симбирской губернии, имелось: церковь, часовня, земская школа, ярмарка. 
В 1920 году, в связи с образованием Татарской АССР, Буинский уезд был упразднён, а Архангельская волость, куда входило село, остались в составе Симбирской губернии и была присоединена к Симбирскому уезду. В 1928 году был образован Промзинский район, куда и вошло село. С 1935 по 1956 гг. — в Тагайском районе, затем — в Майнском районе. 
В 1922 году в селе было создано товарищество колхозников «Совершенство». 
На 1930 год село было административным центром Еделевского с/с, куда входили: д. Винтеровка, с. Еделево, колхоз «Красный Пахарь» и Ульяновский совхоз.
Просуществовав несколько десятилетий, колхоз пришёл в упадок, а село перешло в разряд «вымирающих» и в 1973 году исчезло.

## Население
- На 1780 год — 273 ревизских душ[6];
- На 1859 год — в 80 дворах жило: 308 м. и 322 ж.[7];
- На 1900 год — в 104 дворах жило: 307 м. и 317 ж.[3];
- В 1913 году в селе проживало 423 м. и 460 ж. (883 человек)[9].
- На 1930 год — в 161 дворах жило 797 человек[10].

## Известные уроженцы
- Абрамов Пётр Александрович — Герой Советского Союза (1945)[12][8][13].

## Память
- В соседнем селе Новые Маклауши одна из улиц названа в честь исчезнущего села — Еделевская[14].
- В 1888 году писатель Назарьев В. Н. посетил Еделево и другие близлежащие сёла, а в январе 1890 года, в газете «Волжские зори» вышла его повесть «Последние могикане», где описаны помещичьи усадьбы с. Архангельское, Еделево, Шатрашаны, Чекурское[15].

## Достопримечательности
- Урочище «Еделёво[16]
- Парк усадьбы[16]
- Церковь Петра и Павла[16][17][18][5][19] (Памятник архитектуры регионального значения)[20][21][22][23][24].